# Harding County, New Mexico
Harding County är ett administrativt område i delstaten New Mexico, USA, med 695 invånare. Den administrativa huvudorten (county seat) är Mosquero. 

## Geografi
Enligt United States Census Bureau har countyt en total area på 5 506 km². 5 503 km² av den arean är land och 3 km² är vatten. 

### Angränsande countyn
- Union County, New Mexico - nord, nordöst
- Quay County, New Mexico - sydöst
- San Miguel County, New Mexico - syd
- Mora County, New Mexico - väst
- Colfax County, New Mexico - nordväst